# Knihovny starověku
Velké starověké knihovny sloužily pro přechovávání posvátných textů, jako archivy vládců či jako sbírky knih a kronik.
- Knihovny v Ugaritu (dnešní Sýrie), cca 1200 př. n. l., obsahovaly diplomatické archivy, literární tvorbu a první dosud objevené soukromé knihovny.
- Aššurbanipalova knihovna v Ninive, 7. století př. n. l., je považována za první systematicky vytvořenou knihovnu. Znovu objevena byla v 19. století A. H. Layardem. Ačkoli byla knihovna zničena, mnoho úlomků hliněných tabulek se uchovalo a bylo restaurováno. Bylo díky tomu možné sestavit z větší části i Epos o Gilgamešovi.
- Alexandrijská knihovna, založena na počátku vlády Ptolemaiovců v Egyptě, obsahovala pravděpodobně nejrozsáhlejší sbírky ve starověku.
- Pergamská knihovna založená králi z Attalovské dynastie byla považována za druhou největší knihovnu hellénského světa, samozřejmě po té v Alexandrii. Poté, co ztratili přístup k papyru, na který se tehdy psalo, vynalezli nový materiál, na který se začaly zapisovat knihy - pergamen. Později byla přesunuta do Alexandrie Marcem Antoniem jako dar pro Kleopatru.
- Knihovny na Foru sestávaly z několika oddělených knihoven, které byly založeny v časech Augusta, nalezených poblíž Fora Romana a které obsahovaly jak latinské, tak řecké texty, které byly od sebe oddělené.